# Luís Pereira Barreto
Luís Pereira Barreto (Resende, 11 de janeiro de 1840 — São Paulo, 11 de janeiro de 1923), foi um médico, cirurgião, filósofo, político, cientista, agricultor, jornalista e sanitarista brasileiro.
Pioneiro em estudos do fruto do guaraná, Pereira Barreto foi presidente da Assembleia Constituinte de São Paulo e deputado à Assembleia Constituinte Republicana. Também foi vice-governador do estado. Foi sócio-fundador do Instituto Histórico e Geográfico de São Paulo e membro-fundador da terceira cadeira da Academia Paulista de Letras, em novembro de 1909.

## Biografia
Luís nasceu em Resende, no estado do Rio de Janeiro, em 1840. Era filho do comendador Fabiano Pereira Barreto e da paulista Francisca de Salles Barreto, abastados fazendeiros da região do Vale do Paraíba. Inicialmente, desejaram que o filho seguisse a carreira jurídica, mas um conselho de seu tio, o conselheiro Antonio Barreto Pedroso, o inclinou para a medicina.
Os estudos primários foram feitos em Resende, no Colégio Joaquim Pinto Brasil, onde iniciou também os preparatórios, os quais, todavia, veio a concluir em São Paulo, no Colégio “João Carlos”, em 1857. Aos 15 anos, Luís partiu para Montpellier, na França, a fim de completar seus estudos em humanidades e poder matricular-se na faculdade de medicina. Ao invés de retornar ao Brasil, matriculou-se no curso de medicina da Universidade de Bruxelas, onde três anos depois foi nomeado preparador de química da cátesa.
Luís retornaria ao Brasil cinco anos depois, em 1865, já doutorado em medicina e ciências naturais, com 25 anos. Por sua exemplar atuação acadêmica na universidade, seus professores ofereceram a oportunidade dele se tornar professor da Universidade de Bruxelas, mas Pereira Barreto recusou a oferta para voltar ao seu país.
Em 18 de julho de 1865, Luís fez o exame de proficiência para poder exercer a profissão no país. Ele defendeu a tese perante uma banca da Faculdade de Medicina do Rio de Janeiro. O jovem médico causou surpresa entre os examinadores ao apresentar a tese Teoria das Gastralgias e das Neuroses em Geral, devido ao alto conteúdo científico e filosófico para a época. Nela, ele explicava que o espírito humano passa por três estados sucessivos: o teológico ou fictício; o metafísico ou abstrato e o positivo ou real.
Em 1866, Luís decidiu morar em Jacareí, em São Paulo, onde abre um consultório e adquire uma vasta clientela. Lá casa-se com Carolina Leitão Peixoto, com quem teve quatro filhos: Clotilde Augusta Pereira Barreto, José Pereira Barreto, Luiz Pereira Barreto Filho e Paulo Pereira Barreto.

## Carreira

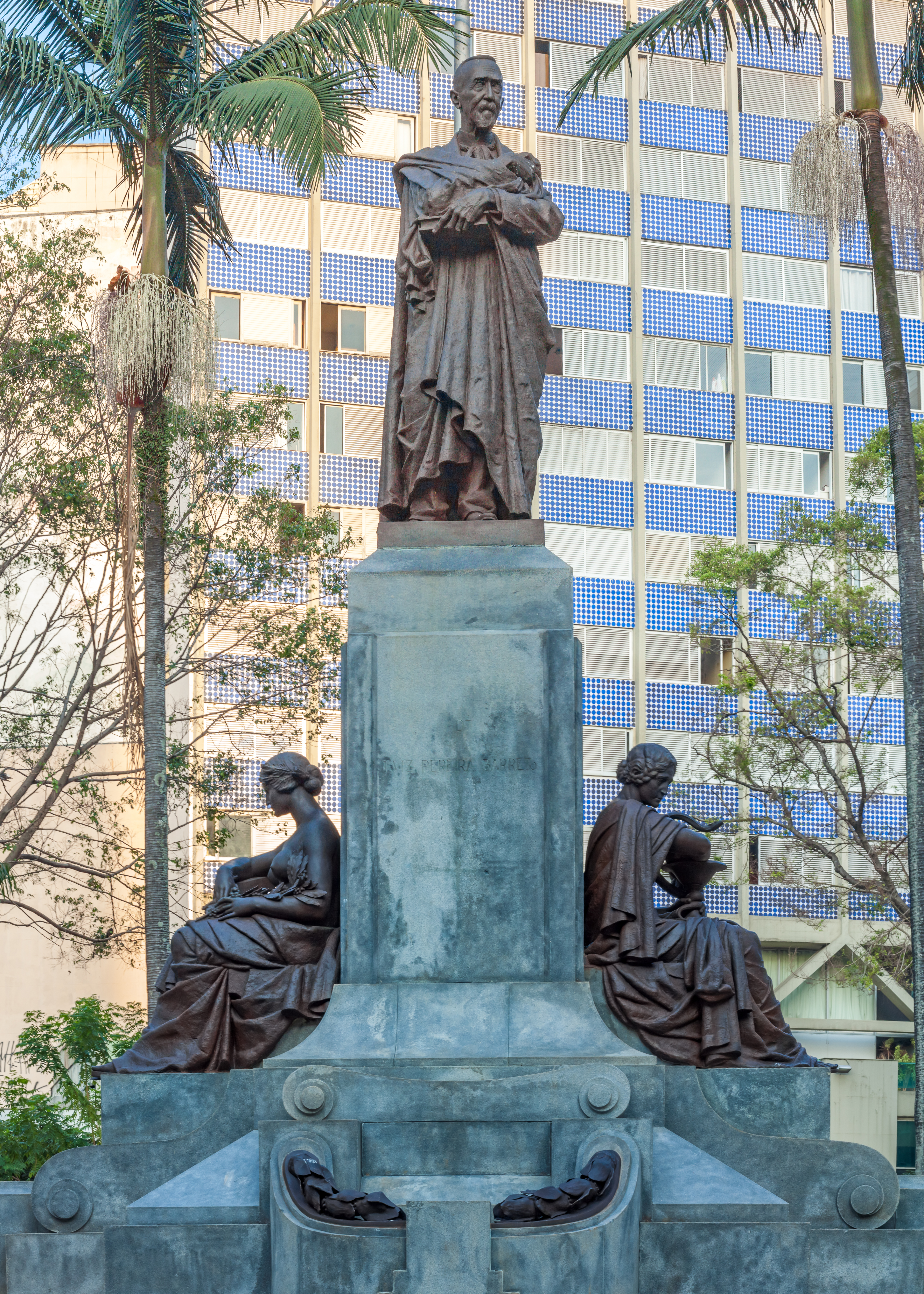
Monumento a Luiz Pereira Barreto, localizado na Praça Marechal Deodoro, em São Paulo.

Luís acreditava no valor e no poder da ciência, visto por ele como a única força capaz de impulsionar a nação para o futuro. Como médico, via a necessidade de sanear o país; como homem de ciência, percebe a necessidade de resolver questões técnicas. Para isso, escreveu artigos sobre plantações, qualidade e propriedade das terras, com destaque para a terra roxa.
Foi membro e presidente da Sociedade de Medicina e Cirurgia de São Paulo e figura atuante na busca das causas da febre amarela, além de contribuir para o desenvolvimento do serviço sanitário da época. Foi pioneiro e o introdutor, no Brasil, de novas técnicas cirúrgicas; de métodos de anestesia, além de defender a antissepsia cirúrgica, logo após as descobertas de Pasteur e as aplicações de Joseph Lister com ácido carbólico.
Luís foi adepto do darwinismo e conceitos de eugenia como forma de medicina preventiva: os homens sadios seriam capazes de assegurar a tranquilidade e prosperidade (como a lei da seleção natural), porém respeitando-se o princípio da moral, ao qual tudo deve subordinar-se. Dedicou-se, também, à problemática do envelhecimento. Apesar de combater o academicismo, Luís foi um grande educador e defensor da abertura de novas universidades. Por isso, foi um dos protagonistas na tentativa de abertura de uma Faculdade de Medicina e Cirurgia em São Paulo, fundada em 1912 por Arnaldo Vieira de Carvalho.
Além da carreira na medicina, foi presidente da Assembleia Constituinte de São Paulo e deputado à Assembleia Constituinte Republicana. Trouxe o pensamento positivista para o Brasil e seguia as teorias de Comte, defendendo que elas fossem adequadas à realidade brasileira.
Luís  tinha grandes terras onde pôde cultivar o café e as uvas. Teve descobertas importantes no ramo do café, introduzindo a plantação do tipo Bourbon e na viticultura foi o introdutor das primeiras safras de uvas destinadas à produção de vinho. Além disso, é considerado o descobridor do guaraná no país e responsável pela industrialização da cerveja em São Paulo. Na época, a cerveja era receitada como remédio contra a febres.

## Positivismo
Luís  conheceu a ideologia positivista por meio da obra de Augusto Comte, enquanto estudava na Bélgica. Sua adesão à ideologia explica-se pela constante preocupação com o Brasil e encontrou no positivismo um caminho da filosofia moderna que apresentava uma diretriz para a vida política nacional.
Ao voltar ao Brasil, em 1865, passou a divulgar a ideologia positivista, assim, ficou conhecido como o iniciador desta filosofia no país. A ambição de Pereira Barreto era de elevar o nível do Brasil, pois a nação da época se encontrava longe do estado positivo. Barreto propunha uma análise sociológica do país, que busca entender para transformar. A ciência apresenta-se, portanto, não apenas um meio de conhecimento mas também uma arma política.
Neste período, acontecia a Guerra do Paraguai, que fez com que o Brasil pensasse como uma nação unida contra o inimigo externo. Além do cenário internacional, o período trouxe modificações internas. Aos poucos a filosofia positivista passava a ganhar a espaço – ela era republicana e antiescravagista. Na mesma época se formava uma classe militar, que se uniria à elite intelectual positivista contra os bacharéis da época.
O positivismo de Barreto atacava o Império dos bacharéis e buscava estabelecer a organização da sociedade civil, com acento na educação e não na política, e tinha o apoio da força econômica emergente dos fazendeiros do oeste paulista.
Dentre os elementos da doutrina positivista de Comte, Pereira barreto se manteve fiel a Lei dos três estados. Dessa forma, acredita-se que as operações intelectuais são regidas por três estados: primeiro é ofensiva, depois defensiva e, por fim, pacífica. Assim, explica-se que o amor pela paz surge com as convicções da maturidade. Pereira Barreto procura submeter a realidade nacional à lei dos três estados que rege a humanidade.
Entre 1874 e 1876, Pereira Barreto publicou a obra As Três Filosofias, em dois volumes, nos quais fala da lei dos três estados. Além disso, explica: a primeira filosofia diz respeito aos conservadores, representantes do antigo passado; a segunda, aos liberais, os representantes do passado moderno; e a terceira, ao contemporâneo, à ciência atual, o positivismo. Para escrever a obra ele se baseou e expôs o pensamento de  Comte. Também propõe a reforma espiritual como solução e a única forma de alcançá-la é por meio da educação.
Pereira Barreto apresenta, por meio da filosofia positivista, um projeto civilizatório para o país. A ruptura com a igreja é um ponto fundamental para entender este projeto. Haviam distinções importantes entre a avaliação de Barreto e a da igreja a respeito da obra de Comte. Para a igreja, o positivismo era uma doutrina pronta, com soluções para todos os problemas; assim, eram obedientes às ideias de Comte, sem discordar ou divergir de qualquer opinião dele, seguindo-as como se fosse uma lei. Já Barreto, ao contrário, enxergava no positivismo uma filosofia orientadora da ação que servia para ajudar no diagnóstico da sociedade brasileira e, a partir disso, formular alternativas para o desenvolvimento do país. Pereira Barreto entendia que a obra de Comte tinha sido escrita no contexto francês e por isso tinha necessidade de adaptá-la ao contexto brasileiro. Essa diferença levou à expulsão de Barreto da igreja.
Na sua obra As Três Filosofias, disse sobre o bacharelismo:
| “ | Com as bases atuais do nosso sistema de ensino, a Academia é um pomposo clise de jato contínuo derramando anualmente sôbre o país uma onda calculada de saber falso, de virtudes falsas e de anarquia certa. (...) O ofício social das Academias não são mais que vender àquêles que os podem comprar, êsses diplomas bastardos, que servem de carta de entrada aos lucrativos empregos e às funções de ostentação. | ” |

Este distanciamento fez com que Barreto fizesse uma extensa crítica das instituições nacionais e tentasse reformá-las. Dessa forma, Pereira Barreto ia configurando um projeto civilizatório para o Brasil. Assim, eram duas as preocupações dele: como operar a transição do país para a civilização tanto do ponto de vista material quanto espiritual.
A equação barretiana é definida no domínio técnico aliado a uma filosofia da história e a um conhecimento dos problemas nacionais, adicionando-se o componente moral. Com isso, é possível identificar focos de estagnação ou de contra-tendências ao desenvolvimento normal do país. A partir dessa identificação, Barreto formulava projetos de transformação. Nesse sentido, o projeto que proposto por ele não é revolucionário, mas reformador. Colocando em jogo as hegemonias intelectual, política e econômica do país, englobando estas três esferas.

## Sociedade de Medicina e Cirurgia de São Paulo
Em 1895, a Sociedade de Medicina e Cirurgia de São Paulo (atual Academia de Medicina de São Paulo) foi criada por Sérgio Meira (primeiro diretor do serviço sanitário) e Matias Valladão (que posteriormente dirigiu a Policlínica de São Paulo); Luís foi convidado para se juntar a eles.
A primeira reunião para a criação da entidade aconteceu em 24 de fevereiro de 1895 e contou com a presença de vários expoentes da classe médica da capital. Nesta reunião, Pereira Barreto foi escolhido por aclamação presidente da nova instituição. Depois, recebeu a honraria de presidente perpétuo da instituição. Em março de 1895 aconteceu a inauguração da Sociedade, que passou a realizar as suas assembleias em uma sala chamada "Casa de Pereira Barreto", no edifício da Faculdade de Direito de São Paulo, no largo São Francisco, cedido pelo diretor Barão de Ramalho.
A instituição tinha um caráter científico, e valorizava, conjuntamente, um lado humanitário ou mesmo caritativo. Exemplo disso foi a criação de uma Policlínica, estabelecida na praça da Sé, que atendia a população mais pobre de forma gratuita. Essa policlínica foi instalada no mesmo ano da criação da Sociedade.

## Febre amarela
A febre amarela foi o tema principal dos debates médicos do Brasil, na última década do século XIX. Entender as formas de propagação e os meios de prevenção era uma grande preocupação da saúde pública nos centros urbanos, inclusive em São Paulo. Como não existia uma faculdade onde o debate poderia ser centralizado, a questão foi intensamente discutida na Sociedade de Medicina e Cirurgia de São Paulo.
Luís foi um nome importante na busca de respostas sobre questões relacionadas a Febre Amarela, a principal moléstia epidêmica do Brasil - na época. Seu trabalho ajudou na criação de um consenso sobre a transmissão culicidiana (por meio de mosquitos) da doença .
Em 1889, uma forte epidemia se instalou na cidade de Santos, e chegou em parte do Oeste Paulista, inclusive em Campinas, capital agrícola da província e seu segundo maior centro. A partir desse momento, a cidade seria atingida por sucessivas epidemias em 1889, 1890, 1892, 1896 e 1897. Nesse período, a crença de que a doença atingia apenas o litoral (os surtos em Santos aconteciam desde 1850) foi desmitificada. Além de Campinas, os surtos se alastraram pelas demais cidades do Oeste, e geraram preocupações à medida que colocavam em risco a produção cafeeira. Entre 1898 e 1904, todos os anos surgiram epidemias da doença em cidades do Oeste Paulista.
Na década de 1870, ainda haviam divergências sobre os meios de propagação da enfermidade: ela poderia ser contagiosa (passada diretamente de pessoa a pessoa),poderia ser transmissível ou infeccioso (necessitando de um agente que o transportasse do doente a uma pessoa sã), por exemplo.
O surgimento dos primeiros casos, em Campinas, alertou sobre a possibilidade de uma grande epidemia. Luís propôs que a Sociedade discutisse e adotasse um posicionamento, aconselhando medidas para interromper a epidemia. Pereira Barreto não era neófito no assunto, mas, em 1887, o governo estadual o chamou para participar de uma campanha contra a doença na cidade.
Antes da epidemia em Campinas, em meados de 1880, o dr. Barreto já se dedicava à campanha de saneamento público. Apesar de ainda não saberem como a doença era propagada, essas medidas foram de importantes para a saúde pública, uma vez que, futuramente, seria descoberto que a propagação da febre amarela se dá por meio do mosquito Aedes egypti (na época conhecido como estegomia fasciata).
Em 1887, Barreto passou a ser membro da Comissão Lacerda e esteve em Campinas para lutar contra a doença. O presidente do estado, Barão de Jaguara, definiu que ele deveria preparar a opinião pública para receber a notícia de que o governo iria fazer grandes investimentos no campo da higiene para acabar com a doença. Em março de 1889, Pereira Barreto escreveu na Província de São Paulo quatro artigos sobre o tema (dias 12,15,16,17). No mês seguinte, mais uma série de cinco artigos, quando esboçou pela primeira vez sua teoria sobre a transmissão hídrica da doença.
A teoria de Pereira Barreto consistia na ideia de que a doença se espalhava pela água. Sua opinião influenciou diretamente a atuação governamental, que passou a investir em obras de saneamento básico, o que demonstra a influencia e importância da Sociedade de Medicina para o governo e os poderes públicos da época.
No final  do século XIX, houve desenvolvimento dos conhecimentos sobre os micróbios: os trabalhos de Pasteur, Koch e seus seguidores sobre a atuação dos micro-organismos na transmissão das doenças, levaram ao estudo da febre amarela por meio da microbiologia. No Brasil, as pesquisas microbiológicas sobre a doença ganharam forças no início da década de 1880, na capital federal. No mesmo ano, Domingos Freire, professor de química orgânica e biologia da Faculdade de Medicina do Rio de Janeiro, propunha que a doença era causada por micro-organismos, e que injeções hipodérmicas de salicilato de sódio ácido sintético similar ao acetilsalicílico curavam o mal já instalado.
Quem descobriu a forma de transmissão da febre amarela foi o médico cubano Carlos Finlay. Em 1881, ele publicou artigos tratando o mosquito como o verdadeiro transmissor da doença, mas suas idéias não tiveram eco na comunidade científica imediatamente. Em 1900, os trabalhos experimentais de uma comissão médica americana em Cuba trouxeram à tona a hipótese do cubano; a partir disso foram estudadas e colocadas em práticas algumas medidas que acabaram por dar fim às grandes epidemias nos países tropicais.
A teoria hídrica de Pereira Barreto teve muitos opositores, o que o levou a defender sua posição em artigos escritos no Commercio de São Paulo. A forma de propagação da doença ainda era muito discutida. Em 1900, vinte dias antes da teoria de Finley ser testada, Pereira Barreto elaborou um trabalho e o apresentou à Sociedade. Ele não teria grande relevância se não fosse pelo fato de ter sido importante no processo de aceitação da teoria culicidiana (transmissão por meio de mosquito/pernilongo), e as ações desempenhadas pelo Serviço Sanitário de São Paulo.
Assim que o relatório do médico Walter Reed foi a público demonstrando a viabilidade da transmissão culicidiana da doença, Emílio Ribas, diretor do Serviço Sanitário, abraçou a teoria culicidiana. Em janeiro de 1901, foi publicado um folheto sobre o mosquito como transmissor da febre amarela, e apresentava os pernilongos como únicos transmissores da doença. Para evitar e controlar a epidemia, defendia-se a extinção do animal. Para aumentar sua credibilidade, Ribas trouxe como aliado Pereira Barreto. Assim, as proposições de Pereira apresentadas à Sociedade, e confirmadas pelos estudos da teoria de Finley, foram usadas agora para deslanchar uma luta contra os mosquitos.

## A faculdade de medicina de São Paulo
Em 1891, foi feita a primeira proposta de instalação de uma academia de medicina e cirurgia em São Paulo, pela lei lei no 19 de 24 de novembro (São Paulo, 1938). Ela fazia parte de um plano do governo estadual de reorganização do ensino superior. Porém, a verba destinada a criação da faculdade foi suprimida por projeto do deputado Rivadávia Corrêa, em 1892.
Após a criação da Sociedade de Medicina e Cirurgia de São Paulo, foi feita uma comissão chefiada por Luís, para elaborar um plano de ensino para a nova faculdade. A comissão escolhida para redigir o projeto contava com nomes como: Matias Valadão, Miranda de Azevedo, Emílio Ribas, Bonilha de Toledo, Pereira da Rocha, Diogo de Farias e Alves de Lima.
A ideia era que a nova instituição seguisse o modelo da Escola Livre de Farmácia, caracterizando-se como uma instituição privada, financiada por verbas governamentais. Algumas divergências entre os integrantes do grupo fizeram com que dois projetos distintos fossem apresentados, e o congresso estadual não gostou da falta de acordo. Assim, determinaram que era necessário a faculdade se organizar primeiro e mostrar ter sólidas bases de sustentação, para depois o estado vir a subsidiá-la e fiscalizá-la. Apesar do entusiasmo inicial de ter à frente importantes figuras da medicina e da política, como Emílio Ribas e Luís Pereira Barreto, a posição do Legislativo funcionou como um balde de água fria, encerrando a iniciativa logo quando foi criada.
Em 1911, a Lei Rivadávia Corrêa foi aprovada e instituiu o ensino livre, possibilitando a criação de escolas particulares. Foram fundadas instituições que ministravam diversos cursos, entre eles o de medicina. No mesmo ano, foi criada a primeira Universidade Livre de São Paulo, pelo médico Eduardo Augusto Ribeiro Guimarães, que era mantida pelo setor privado e fiscalizada pelo estado. Ela contava com um Instituto Anatômico, no Cemitério do Araça, em terreno doado pela prefeitura, uma Policlínica e um Hospital Universitário, localizado no Brás e mantido por uma fundação criada especialmente para este fim, o Instituto Pereira Barreto. Entre os professores do curso, estavam muitos nomes de peso, como: Vital Brazil, Ulysses Paranhos e Alberto Seabra.
Após a criação da faculdade particular, rapidamente foi articulada a criação de uma faculdade "oficial" do Estado, a Faculdade de Medicina e Cirurgia de São Paulo (FMCSP), em 1913. Altino Arantes estabeleceu que a Academia de Medicina, Cirurgia e Farmácia, criada em 1891 mas não regulamentada, passava a ser a Faculdade de Medicina e Cirurgia de São Paulo. O médico Arnaldo Augusto Vieira de Carvalho, que foi diretor do Instituto Vacinogênico (1892) e diretor clínico da Santa Casa da Misericórdia de São Paulo (1894); e que desde 1891 vinha se empenhando na criação de uma faculdade de medicina, ficou encarregado de organizar a instituição, e depois foi declarado diretor da mesma.
Com a criação da FMCSP, foram feitos arranjos para associar ensino e pesquisa (experimental ou clínica), que equilibraram por um certo período as questões em torno da eficiência que os médicos e outros envolvidos pretendiam para o ensino.

## "Caravana Pereira Barreto" e o Café
Luís era filho de um grande proprietário da lavoura cafeeira, que na época era um grupo social emergente. Para se destacar socialmente, não precisaria fazer uma graduação, mas por ser parte da população cafeeira, teve os recursos necessários para cursar a faculdade no exterior.
Em 1876, Pereira Barreto já havia terminado a graduação em Bruxelas, retornado ao Brasil e se casado. Morava e clinicava em Jacareí, porém, neste ano, ele e o irmão decidiram se mudar e partiu a histórica "Caravana Pereira Barreto". Os irmãos estavam descontentes com a queda na produtividade dos cafezais do Vale do Paraíba fluminense, até então o maior centro produtor do Brasil. Decidiram, então, buscar terras mais adequadas ao cultivo do café no oeste paulista.
Na nova terra, compraram as fazendas Cravinhos (de Antonio Caetano) e Santa Maria (depois São Martinho) da viúva do capitão Gabriel Junqueira, e passaram a plantar café tipo Bourbon. Pereira Barreto foi um pioneiro da introdução de novas técnicas de cultivo na lavoura cafeeira paulista, introduzindo o café Bourbom, na região de Ribeirão Preto e difundindo as vantagens da terra roxa do Oeste paulista para excelência da lavoura cafeeira.
Luís também publicou uma série de artigos no jornal A Província de S. Paulo (atual “O Estado de S. Paulo”) enaltecendo a qualidade das terras da região de Ribeirão Preto. Em poucos anos, a produção já ocorria em bom ritmo, dando mais resultados que a antiga fazenda no Vale do Paraíba fluminense. Como a experiência foi vitoriosa, muitos outros cafeicultores passaram a se mudar para a região também, seguindo o exemplo dos irmãos.
A série de artigos pulicados no jornal A Província de S. Paulo feita por Luís deu início a um fluxo migratório grande. Diversas cidades do Vale do Paraíba (fluminense e paulista) esvaziaram, enquanto a população de Ribeirão Preto cresceu e se tornou uma cidade com mais moradores nascidos no estado do Rio de Janeiro do que paulistas. No início do século, a cidade ficou conhecida como a capital mundial do café. Pereira Barreto foi muito importante para a estruturação da cidade e por isso existem diversas homenagens a ele em Ribeirão Preto, como uma praça que recebe seu nome.

## Uvas
Em 17 de maio de 1888, Luís  comprou a primeira parte do sítio Santa Carolina, em Pirituba. Após várias transações, totalizou 110 alqueires de terras, com 40 mil pés de café e um vinhedo de 10 mil videiras de diversas qualidades para mesa e vinho; além de um pomar com árvores frutíferas e um bosque de eucaliptos, capoeiras, mata e pasto.
Pasteur estava fazendo experiências (com estudos sobre a origem química da fermentação) na viticultura. Sabendo disso, Pereira Barreto escreveu ao diretor da Escola de Viticultura de Lião, Victor Pulliat, solicitando exemplares de uma variedade rústica de uva. Após receber as mudas, cultivou-as. Um ano depois, mandou ao mesmo cientista cachos de uva legitimamente europeia, frutos que causaram surpresa na França, após notícia na imprensa.
Atualmente, o sítio Santa Carolina, em Pirituba, se localiza nos bairros de Vila Doutor Pereira Barreto, Vila Barreto, Jardim São José e Vila Maria Trindade; onde Luís cultivou a sua grande coleção de vinha e hoje é homenageado. Diversas variedades foram plantadas no local vindas da França, Egito, Síria, Inglaterra, Alemanha, Portugal e outros países. Um jardineiro da rainha Victoria, que visitou o sítio, entusiasmou-se com a coleção de “tibouchinas” e propôs permutar exemplares com variedades raras de videiras pertencentes à mencionada soberana. Dessa permuta, outras vieram, a “golden queen” e a “Mr. Pearson”.
Em novembro de 1889, Pereira Barreto fez uma hibridação entre Rupestris e Chasselas doré, ou seja, fecundou com o pólen da Rupestris os órgãos fêmeos da Chasselas doré. Esse avanço gerou repercussão internacional a Perreira Barreto como viticultor. Após essa vitória, ele voltou ao café, cultivando-o também em Pirituba. O intuito era tornar o produto mais barato e facilitar sua exportação pelo porto de Santos.Para isso, solicitou sementes de todos os países produtores, e as experimentou até encontrar a que melhor se adaptasse ao clima paulistano.
Foi acusado de pretender transformar São Paulo num imenso cafezal, prejudicando outras culturas. Enquanto isso, ele temia os perigos de uma superprodução – mas a crise do café aconteceu apenas em 1906. Acabou se desgostando do negócio e deixou sua florescente lavoura se extinguir, apesar de já ter contado com 40 mil pés.

## Guaraná
O fruto do guaraná é típico da Amazônia, sendo encontrado no Brasil e na Venezuela. As flores são pequenas e brancas, e no fruto encontra-se grande quantidade de cafeína (por estar no guaraná, chama-se guaraína). Por ter essa propriedade estimulante, é utilizado na fabricação de refrigentes, xaropes e pós. Atualmente, o maior produtor da fruta no Brasil é a Bahia e seu cultivo é importante para a economia do estado.
Luís foi pioneiro nos estudos do fruto e iniciou o processamento do xarope do guaraná, a partir de um extrato da semente, em 1909. A Antártica se interessou pelo estudo, apesar do gosto amargo do xarope, e ajustou a fórmula até que o índice de aceitação do gosto melhorasse.

## Morte
Em 11 de janeiro de 1923, dia de seu 83º aniversário, seus familiares estranharam que ainda não tivesse acordado, já que tinha o hábito de levantar cedo. Ao abrirem a porta, encontraram-no caído e já em rigidez cadavérica. Ele foi sepultado no Cemitério da Consolação.

## Legado
Pelas grandes contribuições à sociedade, o nome de Pereira Barreto está perpetuado em grandes vias públicas no ABC, Araçatuba, São Paulo, Ribeirão Preto, Cravinhos e Mongaguá. Na capital, há uma escultura de bronze na Praça Marechal Teodoro em sua homenagem. É o patrono da cadeira número um da augusta Academia de Medicina de São Paulo. Dentre os médicos expoentes dos séculos XIX e XX, foi indicado e eleito entre os alunos de medicina para ser patrono e dar nome ao centro acadêmico da Escola Paulista de Medicina em 1933 - C.A. "Pereira Barretto" - e, posteriormente em 1939, à associação atlética acadêmica - A.A.A. "Pereira Barretto".
O município de Pereira Barreto, localizada no oeste do Estado de São Paulo, a cerca de 620 quilômetros de São Paulo (Capital), no interior de São Paulo, considerado paraíso ecológico, recebeu esse nome em homenagem ao médico. Antes de se tornar município, Pereira Barreto, que foi fundada por imigrantes japoneses, em 1928, chamava-se Novo Oriente.

## Publicações
- Teoria das Gastralgias e das Nevroses em Geral
- As Três Filosofias
- Filosofia Metafísica
- Positivismo e Teologia
- Soluções Positivas da Política Brasileira
- La viticulture à Saint Paul
- A Vinha e a Civilização
- O Século XX sob o ponto de vista Brasileiro
- II Processo Longaretti e la difesa del Dr. L. P. Barreto
- A Arte de Fabricar o Vinho (Manual do Viticultor) Editora da Revista Agrícola - (São Paulo/1900)